# Cromatografia gas-solido
La cromatografia gas-solido, comunemente indicata con la sigla GSC, dall'inglese gas-solid chromatography, è un tipo di gascromatografia in cui la fase mobile è gassosa e la fase stazionaria è solida.
La distinziona tra cromatografia gas-solido e cromatografia gas-liquido non è netta in quanto le fasi stazionarie liquide sono usate per modificare un supporto solido e il supporto solido può avere un ruolo nella separazione cromatografica.
La separazione avviene per adsorbimento: la fase stazionaria è un solido sulla cui superficie si trovano dei siti attivi in grado di stabilire una serie di legami secondari (interazione dipolo-dipolo, legame a ponte idrogeno, forze di van der Waals, interazione dipolo-dipolo indotto, ecc.) con le diverse molecole della miscela da risolvere.
La definizione che dà la IUPAC di cromatografia gas-solido è la seguente: